# Booneville (Kentucky)
Booneville is een plaats (city) in de Amerikaanse staat Kentucky, en valt bestuurlijk gezien onder Owsley County.

## Demografie
Bij de volkstelling in 2000 werd het aantal inwoners vastgesteld op 111.
In 2006 is het aantal inwoners door het United States Census Bureau geschat op 150, een stijging van 39 (35,1%).

## Geografie
Volgens het United States Census Bureau beslaat de plaats een oppervlakte van
1,6 km², geheel bestaande uit land. Booneville ligt op ongeveer 218 m boven zeeniveau.

## Plaatsen in de nabije omgeving
De onderstaande figuur toont nabijgelegen plaatsen in een straal van 32 km rond Booneville.